# Cecilio Imable
Cecilio Imable Yens (Isla Quenac, Chiloé, 1 de febrero de 1877 - Curicó, 11 de agosto de 1946). Profesor y político radical chileno. Hijo de Diego Imable Ruiz y María Yens Ruiz. Contrajo matrimonio con Julia Barrientos Barbero (1911).
Educado en el Liceo de Ancud y en la Escuela Normal de Preceptores de Chillán, donde se graduó de profesor normalista con mención en Biología, Física y Química (1897).
Inició sus labores docentes en la Escuela Normal de Preceptores de Valdivia y en el Liceo Alemán de la misma ciudad, hasta 1911. Luego fue subdirector de la Escuela Normal de Curicó, donde jubiló en 1929.
También se dedicó a labores agrícolas, explotando el fundo “El Molino” de Curicó. Fue además copropietario del diario radical “La Idea” de Curicó.
Militante del Partido Radical de Chile, fue elegido alcalde de la Municipalidad de Curicó (1932-1935) y luego elegido Diputado por la 11.ª agrupación departamental de Curicó y Mataquito (1941-1945), integrando la comisión permanente de Agricultura y Colonización. Se retiró luego de la política por enfermedad. 
Había sido miembro y Gran Maestre de la Masonería chilena. Creó en Curicó la Liga de Estudiantes Pobres, colaboró en la formación de la Escuela Técnica Juan Terrier y fue socio del Rotary Club de Curicó.